# Éliane Vogel-Polsky

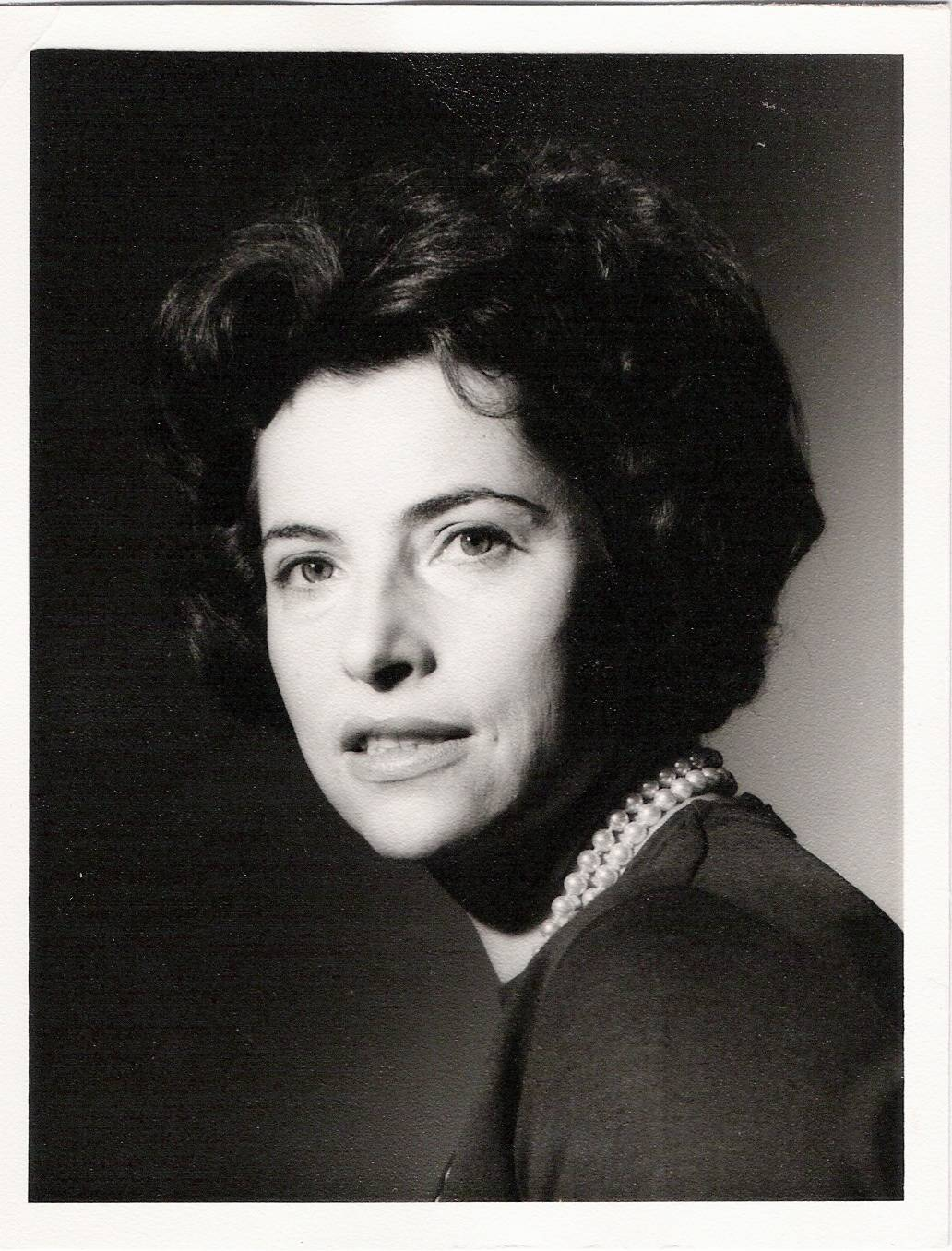
Éliane Vogel-Polsky, 1970

Éliane Vogel-Polsky (* 5. Juli 1926 in Gent; † 13. November 2015 in Brüssel) war eine belgische Anwältin und Feministin.

## Leben
Ihre Eltern waren russische Juden, die nach dem Ende des Ersten Weltkriegs nach Belgien eingewandert waren. Éliane Vogel-Polsky besuchte das Lycée Émile Jacqmain, aber ihre Ausbildung wurde durch den Zweiten Weltkrieg unterbrochen. Die von den deutschen Besatzungskräften eingeführten antijüdischen Gesetze in Belgien zwangen sie, das Lycée zu verlassen und ihre Ausbildung bei den Benediktinerinnen in Lüttich fortzusetzen.
1944 begann sie das Studium der Rechtswissenschaften an der Universität Saint Louis in Brüssel. Am 7. Juli 1950 promovierte sie in Rechtswissenschaften an der Université libre de Bruxelles (ULB). Während ihres Promotionsstudiums lernte sie die belgische Feministin Marie-Thérèse Cuvelliez (1923–2005) und die Notarin und Feministin Odette De Wynter (1927–1996) kennen. 1958 erhielt Vogel-Polsky eine Lizenz im Sozial- und Völkerrecht. Sie erhielt 1963 ihre spezielle Lizenz für Sozialrecht, gefolgt von der nächsten Klasse im Jahr 1965.
Sie war eine überzeugte Feministin und unterstützte 1966 den Streik bei FN Herstal. 1968 begann sie feministische Studien. Sie unterrichtete 1975 vier Kurse zu belgischer Arbeit, sozialer Sicherheit, internationalem Sozialrecht und vergleichendem Sozialrecht sowie zum europäischen Sozialrecht. 1969 wechselte sie an die juristische Fakultät der ULB und wurde 1991 Professorin.
Éliane Vogel-Polsky war mit dem Anwalt André Albert Vogel verheiratet; das Paar hatte drei Söhne.